# Kōichi Hashiratani
Kōichi Hashiratani (jap. 柱谷 幸一, Hashiratani Kōichi; * 1. März 1961 in Kyoto, Präfektur Kyōto) ist ein ehemaliger japanischer Fußballspieler und -trainer.

## Nationalmannschaft
1981 debütierte Hashiratani für die japanische Fußballnationalmannschaft. Hashiratani bestritt 29 Länderspiele und erzielte dabei drei Tore.

## Errungene Titel
- Japan Soccer League: 1988/89, 1989/90
- Kaiserpokal: 1983, 1985, 1988, 1989, 1991

## Persönliche Auszeichnungen
- Japan Soccer League Best Eleven: 1983, 1984, 1988/89